# Wasserturm Wöllstein

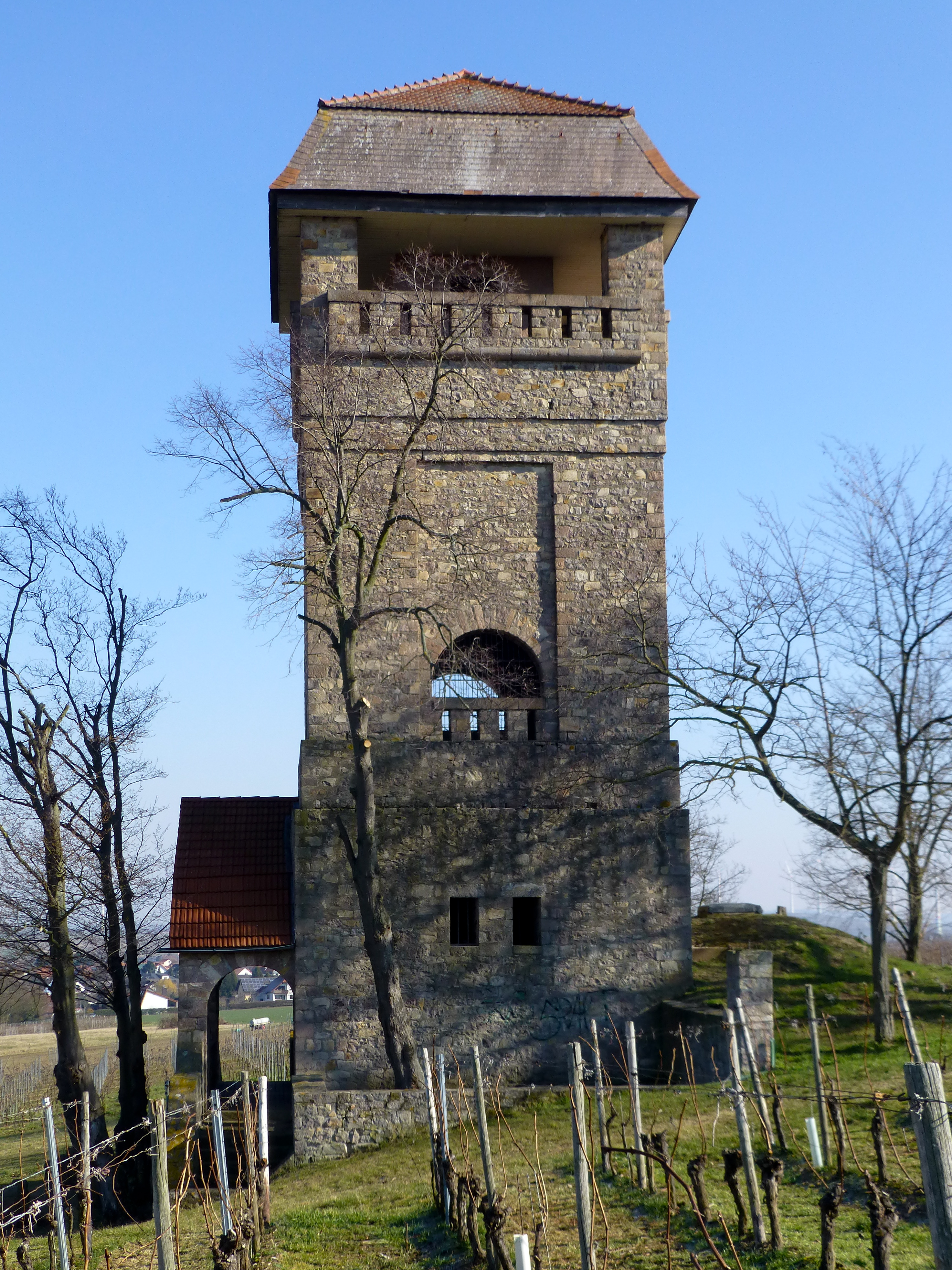
Wasserturm Wöllstein; Westansicht

Der Wasserturm Wöllstein ist ein Wasser- und Aussichtsturm und eines der Wahrzeichen der rheinhessischen Ortsgemeinde Wöllstein im rheinland-pfälzischen Landkreis Alzey-Worms.

## Geographische Lage
Der Wasserturm steht von weitem deutlich sichtbar am südwestlichen Ortsrand von Wöllstein auf dem östlichen Ausläufer des 214,3 m ü. NHN hohen Höllbergs, der sich als Teil des Wöllsteiner Hügellandes südlich des von Südwesten nach Nordosten durch Wöllstein fließenden Appelbachs erhebt. Der Turm steht auf etwa 171 m Höhe zwischen den ihn dreiseitig umgebenden Weinbergen nahe dem historischen „Oligpfad“, einem alten Weg, der von Siefersheim zur alten Wöllsteiner Ölmühle führte. Nach diesem sind die südöstlich vom Wasserturm sowohl in Wöllstein als auch in Siefersheim gelegenen Gewanne (Alte Flurnamen) „Am Oligpfad“ benannt.

## Geschichte
Der heute unter Denkmalschutz stehende Wöllsteiner Wasserturm wurde 1906 in historisierender Bauweise aus Bruchsteinen errichtet und diente bis zu seiner Stilllegung im Jahr 1977 als Wöllsteiner Wasserwerk. Der heute ungenutzte Wassertank befindet sich auf der etwas höher liegenden Südseite des Turms unter einem künstlich angelegten Erdhügel und ist vom Innenraum des Turms durch eine Metalltür erreichbar. Früher führte von hier eine Wasserleitung zu einem in der Außenwand des nördlichen Treppenvorbaus eingelassenen Sandsteinbecken und ermöglichte dort die Entnahme von Trinkwasser. Der Wasserspeier an der Rückwand des Beckens ist heute nicht mehr vorhanden. Die Funktion des Wasserturms als Aussichtsturm hat er sich bis heute erhalten, der Schlüssel zum Turm kann bei der Gemeindevertretung ausgeliehen werden.

## Beschreibung

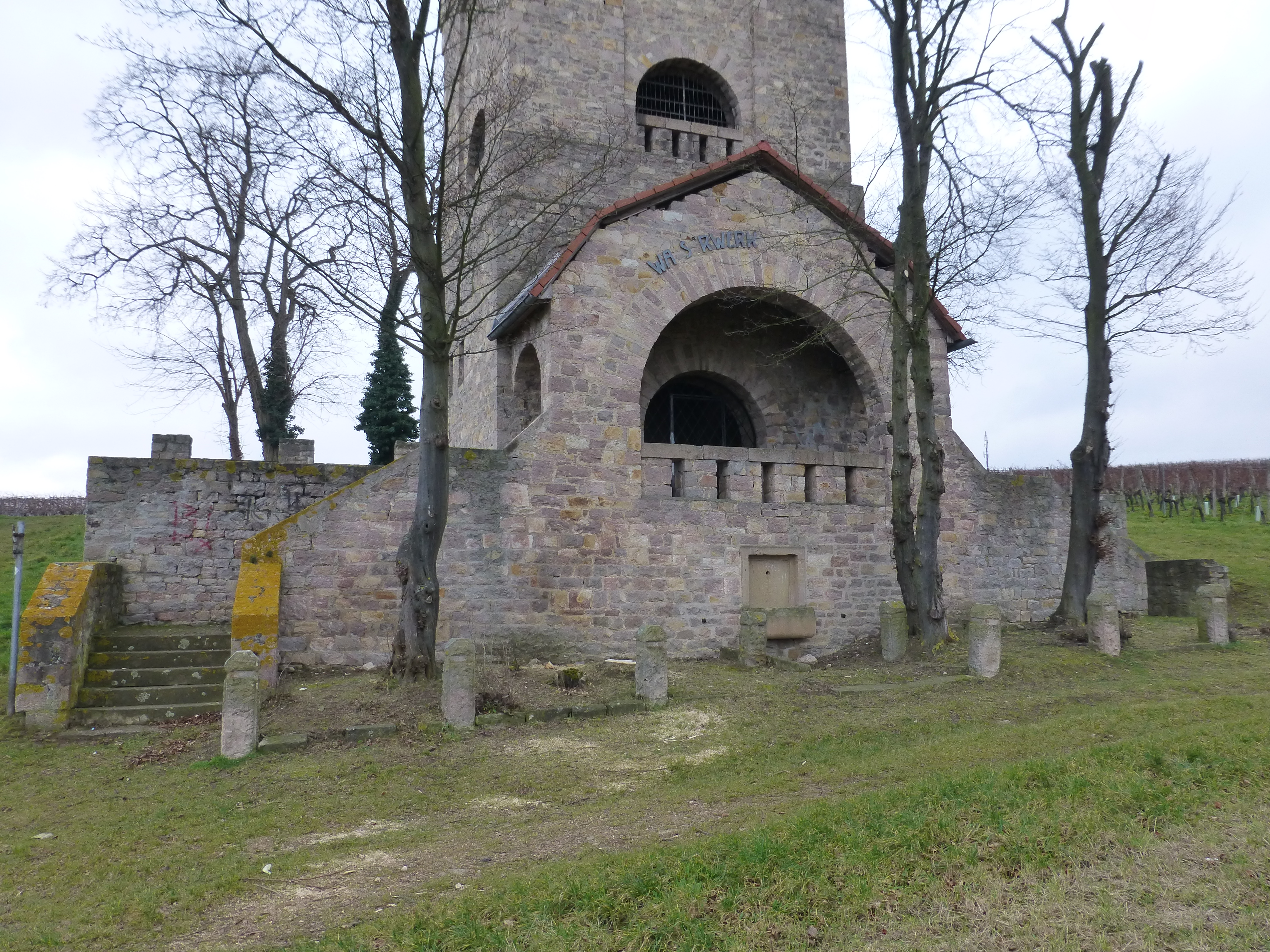
Treppenvorbau am Wasserturm

Der Wasserturm ist ein auf quadratischem Grundriss errichteter Bau mit einer Kantenlänge von 7 Metern. Bis zur halben Turmhöhe verjüngt sich der Turm leicht, um dann im oberen Teil wieder etwas breiter zu werden. An der Plattform beträgt die Kantenlänge jeweils 6,75 Meter. Insgesamt erreicht der Wasserturm bis zur Spitze des Dachs eine Höhe von rund 20 m.
An der Nordseite des Turms ist wegen des niedrigeren Geländes eine überdachte zweiläufige Freitreppe angebaut, die zum Eingang am Turm führt. Sowohl die Öffnungen im Treppenvorbau als auch die Metallgittertür am Turm sind als Rundbogen ausgeführt. Über der talseitigen Öffnung des Vorbaus war der Schriftzug „Wasserwerk Wöllstein“ eingelassen, von dem jedoch heute etliche der Metall-Buchstaben fehlen.
Im Innern des Turms führt eine Metalltreppe entlang der Wände über 34 Stufen und zwei Absätze zu einem L-förmigen Zwischenpodest, das etwa 6 m über dem Eingangsniveau liegt. Hier sind an drei Seiten des Turms vergitterte, ebenfalls als Rundbögen ausgeführte Fensteröffnungen eingelassen. Über weitere 42 Stufen und drei Absätze erreicht man schließlich den Austritt zur umlaufenden Aussichtsplattform, die auf etwa 13,5 m Höhe liegt und allseits einen sehr guten Ausblick auf die Umgebung ermöglicht. Die zwischen den Eckpfeilern angebrachten Steinbrüstungen ragen leicht über den Turmschaft hervor und sind mit jeweils sieben Lücken durchbrochen.
Das Dach ist als Mansardwalmdach ausgeführt und im oberen Teil mit roten Biberschwanzziegeln eingedeckt.